# Доржиева, Дулгар Ринчиновна
Дулгар Ринчиновна Доржиева ― российская бурятская поэтесса, Народный поэт Бурятии, Заслуженный работник культуры Бурятии.

## Биография
Дулгар Доржиева родилась 1 января 1943 года в улусе Хилгана Баргузинского района Бурят-Монгольской АССР.
Рано лишилась матери, воспитывалась у отца и старшей сестры. С детских лет Дулгар работала в колхозе родного района. После окончания Улюнской средней школы работала на заводе, в библиотеке, государственном архиве.
В 1967 году начинает работать в качестве переводчика в районной газете «Баргузинская правда». В 1981 году переехала в село Курумкан, где устраивается журналистом в районную газету «Огни Курумкана». Здесь раскрылся её талант журналиста и поэта. Дулгар активно участвовала во всех мероприятиях и акциях по возрождению народных традиций и обычаев, культуры и быта своего народа.
Была одним из организаторов конференции «Родословная баргузинских бурят». В сотрудничестве со своими земляками-учёными подготовила и провела цикл передач о выдающимся бурятском общественно-политическом, государственном и военном деятеля, одного из лидеров революционного и национального движения бурятского народа Элбэг-Доржи Ринчино.
Приняла активное участие в радиомарафоне по возрождению Баргузинского дацана, работала над проведением юбилея 150-летия Цыдена Соодоева, ширетуя Баргузинского дацана. В течение многих лет Дулгар Доржиева была ведущей литературно-художественной программы «Алтаргана».
Её поэзия сочетает в себе лиризм и философское видение мира во всей его сложности, многообразии и противоречивости. Написала такие поэтические произведения на бурятском и русском языках, как: «Баргажанай долгин» (Волны Баргузина) (1978), «Эржэн тобшо» (Перламутровая пуговица) (1988), «Эжыдээ бэлэг» (Подарок матери) (1995), «Алтан һабагша» (Золотая нить) (1997), «Соёмбын элшэ» (Сияние соёмбы) (2001), «Нүүдэл түүдэгүүд» (Кочующие костры) (2004) и другие, которые были изданы в Улан-Удэ.
На русском языке вышли в свет два её сборника «Новолуние» (1996), «Светотени» (1999), переводы которых сделал поэт Баира Дугарова.
Ряд сборников написала для детей — «Мүнгэн хутага» (Серебряный нож) (2001), «Хараасгай, хараасгай, хаана үбэлдөө амарбаш?» (Ласточка, ласточка, где ты зимовала?) (2005).
Помимо поэзии и журналистики Доржиева известна и как драматург. В 1991 году на сцене Бурятского государственного академического театра драмы имени Хоца Намсараева была поставлена её пьеса «Мүнгэн хутага» (Серебряный нож) (1991).
За повесть «На просторных берегах Баргузина» на бурятском языке Дулгар Доржиева была награждена премией имени Исая Калашникова в 2011 году.